# Heinrich Christian Friedrich Schumacher
Heinrich Christian Friedrich Schumacher, född 15 november 1757 i Glückstadt, död 9 december 1830 i Köpenhamn, var en dansk kirurg, anatom och botaniker.
Schumacher blev prosektor i kirurgi vid Köpenhamns universitet 1778, var kirurg dels i danska armén, dels vid danska flottan, blev professor vid Det Kongelige Kirurgiske Akademi 1795 och överkirurg vid Frederiks Hospital 1811, men levde från 1813 som privatman, till dess han 1819 blev professor i anatomi.
Schumacher författade en del dels farmaceutisk-botaniska, dels rent deskriptiva arbeten. Av dessa kan främst nämnas Enumeratio plantarum in partibus Sjællandiæ septentrionalis et orientalis (I–II, 1801–03; i dansk översättning av Kielsen 1804), i vilken finns den första omfattande beskrivningen av svampfloran, De officinelle lægemidler af planteriget (tillsammans med Herholdt 1808), Medicinsk plantelære for studerende læger og pharmaceutiker (två band, 1825–26), Beskrivelse af guineiske planter, som er fundne af danske botanikere, især af etatsraad Thonning ("Videnskabernes Selskabs Afhandlinger" 1828 och 1829), som är en värdefull källskrift för kännedomen om det tropiska Afrikas växtvärld. En släkte av hibbertiaväxterna uppkallades efter honom av Martin Vahl.
Auktorsnamnet Schumach. kan användas för Heinrich Christian Friedrich Schumacher i samband med ett vetenskapligt namn inom botaniken; se Wikipediaartiklar som länkar till auktorsnamnet.